# Фортеця Брімстон-Гілл
Фортеця Брімстон-Хілл (англ. Brimstone Hill Fortress) — фортеця на острові Сент-Кіттс (федерація Сент-Кіттс і Невіс, Антильські острови), спланована англійськими військовими інженерами та збудована африканськими рабами у 18 столітті. Це один з найкраще збережених зразків фортифікацій Америки, що має велике історичне, культурне та архітектурне значення, за що в 1999 році фортеця була занесена до списку Світової спадщини ЮНЕСКО.

Гармати почали використовуватися на пагорбі Брімстон-Гілл у 1690 році, коли британці доставили їх для відбиття Форт-Чарльза у французів. Французи ж навіть не розглядали таку можливість, бо не вважали можливим транспортування гармат крутими та порослими лісом схилами пагорба. Спорудження фортеці відбулося після цього та зайняло, з перервами, близько 100 років. Після спорудження, фортеця була відома як Гібралтар Вест-Індії, і за свою висоту та міцні укріплення. У 1782 році, проте, французи під керівництвом адмірала Франсуа Жозефа Поля де Ґраса узяли фортецю в облогу. 

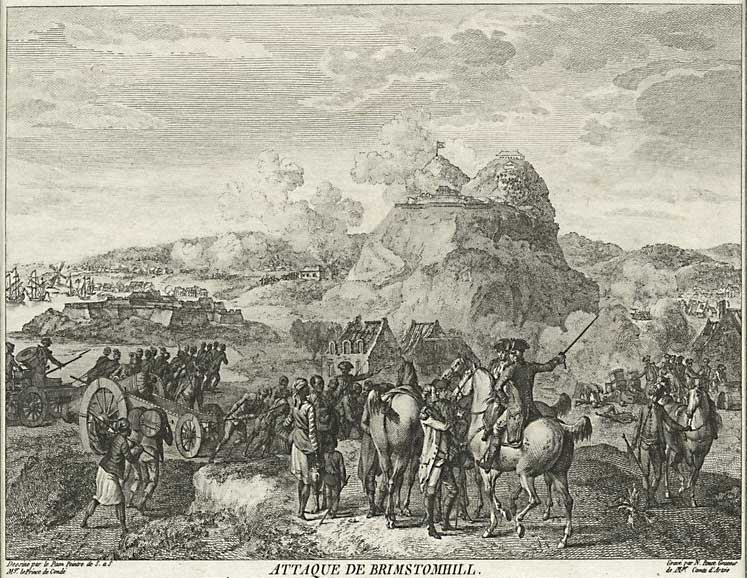
Сент-Кіттська битва 1782 року з точки зору французького спостерігача, гравюра «Attaque de Brimstomhill».

 Протягом облоги їм вдалося захопити острів Невіс, звідки під стіни фортеці були перевезені гармати. Після місяця облоги британський командувач Адмірал Гуд здав фортецю значно переважаючим силам французів через нестачу продовольства та боєприпасів. Проте вже через рік за умовами Паризького договору британці отримали острів назад. Після цього британці ще більше укріпили фортецю, і вона більше ніколи не була захоплена ворогом.
Брімстон-Гілл був покинутий британцями в середині XIX століття, а її мури почали поступово руйнуватися в результаті ерозії та використання їх каміння навколишніми мешканцями. У середині 2000-х років фортеця була відновлена, а в 1987 році проголошена національним парком. З 1999 року вона входить до списку Світової спадщини.